# Argenthal
Argenthal település Németországban, Rajna-vidék-Pfalz tartományban. Lakosainak száma 1712 fő (2023. december 31.).

## Népesség
A település népességének változása:
| Lakosok száma | 1444 | 1652 | 1620 | 1654 | 1661 | 1668 | 1712 |
|               | 1975 | 2010 | 2017 | 2019 | 2021 | 2022 | 2023 |